# Thalamoporella delicata
Thalamoporella delicata is een mosdiertjessoort uit de familie van de Thalamoporellidae. De wetenschappelijke naam van de soort is voor het eerst geldig gepubliceerd in 1970 door Soule & Soule.